# Санта Анатолија (Ријети)
Санта Анатолија је насеље у Италији у округу Ријети, региону Лацио.
Према процени из 2011. у насељу је живело 387 становника. Насеље се налази на надморској висини од 793 м.